# 奧巴赫河 (施瓦巴赫河支流)
49°36′30″N 11°13′48″E / 49.60846°N 11.22990°E
[[Image:Aubach (Schwabach).JPG|right|thumb]
奧巴赫河（德語：Aubach），是德國的河流，位於該國東南部，由巴伐利亞負責管轄，屬於施瓦巴赫河的左支流，河道全長3.2公里，發源自魏森奧厄，河口處在伊根斯多夫以南。